# 1968-as Formula–1 világbajnokság
Az 1968-as Formula–1-es szezon volt a 19. FIA Formula–1 világbajnoki szezon. 1968. január 1-jétől november 3-áig tartott.
1967-ben a Lotusnak nem sikerült megszereznie a vb-címet a Cosworth DFV motorral, de erre az évre sikerült dominánssá válniuk a Lotus 49-cel. A DFV motort ebben az évben már Bruce McLaren csapata is használta. A Ken Tyrrell által nevezett francia Matrákat is ez a motor hajtotta. Jim Clark az évadnyitón aratott futamgyőzelme után egy Formula–2-es versenyen meghalt a Hockenheimringen.
A szezonban két fontos innováció történt: megjelentek a versenyzéshez nem kapcsolódó szponzorok (elsőként Gold Leaf cigarettamárka a Lotusokon, Jaramában) és elterjedtek a magasan elhelyezett szárnyak.
A világbajnoki címet Graham Hill szerezte meg a Lotusszal, Stewart második lett a Matra MS10-zel. Az autó legfőbb újítása az eltérő szerkezetű üzemanyagtankja volt, amelyet a repülésből vettek át. Az autó ennek köszönhetően 15 kg-mal könnyebb lett. (az FIA veszélyesnek tartotta ezt a technológiát és 1970-ben betiltotta)
A biztonság nagyobb szerepet kapott a sportágban.

## A szezon menete
A Lotus megtartotta a Hill-Clark párost, míg a címvédő Denny Hulme a Brabhamet elhagyva, a McLarennél folytatta pályafutását, Bruce McLaren mellett. Jochen Rindt a Brabhamhez igazolt a Coopertől. Jackie Stewart a BRM-től igazolt át Ken Tyrrell csapatához, aki Matra autókkal indult, a Cosworth DFV motorral felszerelve. (A francia Matra ezzel párhuzamosan egy másik autót is indított a szezon során, Matra V12-es motorral, a francia Jean-Pierre Beltoise-zal) A Ferrari Chris Amonnal és a belga Jacky Ickxszel indult.

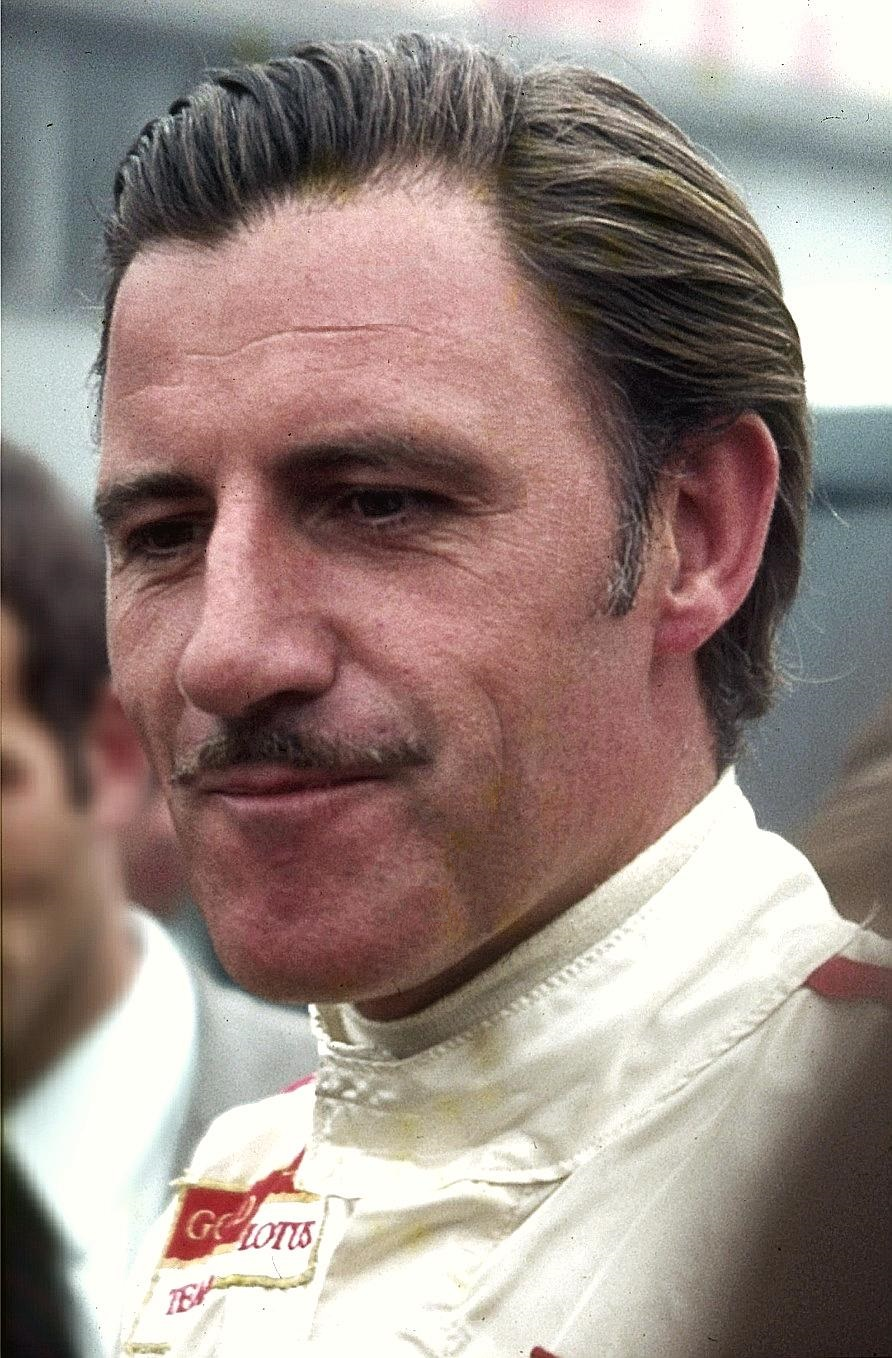
Az 1968-as világbajnok Graham Hill

A bajnokság újévkor, január 1-jén kezdődött Kyalamiban. A Lotus az előző év végi dominanciáját megőrizve megszerezték az első két rajthelyet Clark-Hill sorrendben, Stewart előtt. A rajtnál Stewart vette át a vezetést Clark előtt, Hill a 7. helyre esett vissza: Surtees, Brabham és Amon is elé került. A második körben Clark visszaállt az élre, míg Hill Amont és Surteest előzte meg. A mezőny hátsó részében Scarfiotti Cooperjéből forró víz kezdett szivárogni, az olaszt elsőfokú égési sérülésekkel kórházba szállították. Brabham Rindt megelőzése után rövid ideig harmadik volt, amikor motorhiba miatt kiállt. Hill a 13. körben Rindt mellett is elment, a 3. helyet megszerezve. Ez a sorrend a 27. körig tartott, amikor a Lotus Stewartot is megelőzte. A skót a 43. körben Matrája motorhibája miatt kiállt. A harmadik így Rindt lett Clark és Hill mögött.
A győztes Clark utolsó Formula–1-es versenyén számos rekordot döntött meg, köztük a legtöbb futamgyőzelmét is, 25-öt. A skót április 7-én, a németországi Hockenheimringen egy fának csapódva halálos balesetet szenvedett egy Formula–2-es versenyen. Stewart szintén egy F2-es futamon szenvedett balesetet, a skót csuklója eltört, így a következő két versenyen nem tudott rajthoz állni. Mike Spence az indianapolisi 500-on halálos balesetet szenvedett egy Lotusszal.
14 év után ismét megrendezték a spanyol nagydíjat, a Madridtól nem messze található Jaramában. Chris Amon szerezte meg pole-t Pedro Rodríguez BRM-je és Hulme McLarenje előtt. Hill autóján először jelent meg a sportágtól idegen reklám, a Gold Leaf cigarettamárka színeire a Lotust piros-arany-fehér színekre festették a korábbi zöld-sárgáról. Az angol a 6. helyről indult. A rajt után Rodríguez vette át a vezetést Beltoise, Amon és Hulme előtt. A 12. körben Beltoise a Matrával az élre állt, de motorja hamar füstölni kezdett, a 16. körben kiesett. A vezetés Amoné lett, aki eközben megelőzte Rodríguezt. A mexikói a 28. körig követte Amont, amikor elvesztette uralmát autója felett és balesete miatt kiesett. Amon az 58. körben az üzemanyagpumpa miatt kiesett, így Hill vette át a vezetést, majd győzött Denny Hulme és Brian Redman előtt.

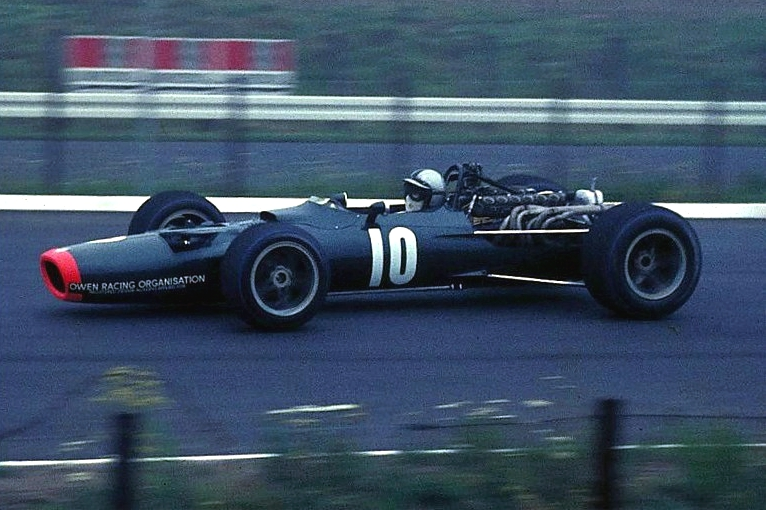
Pedro Rodríguez a BRM-mel a Nürburgringen

Monacóban a futamot a korábbi 100-ról 80 körösre csökkentették Lorenzo Bandini előző évi balesete miatt, valamint a sikánt is szűkebbé tették. A Ferrari nem volt elégedett a pálya biztonságával, így nem indítottak autót. A Lotusnál Hill csapattársa Jackie Oliver lett a szezon hátralévő részében. A csapat autóira először szerelt fel első és hátsó szárnyakat. A pole Hillé lett a Stewartot helyettesítő Johnny Servoz-Gavin és Jo Siffert Rob Walker Lotusa előtt. A rajt után Servoz-Gavin vezetett, de 3 kör múlva tengelyhiba miatt kiesett. Hill ezután a leintésig vezetve győzött. A futamon sokan kiestek, köztük McLaren, Oliver, Brabham, Rindt, Gurney, Siffert, Beltoise, Rodríguez és Surtees. Hulme-nak a verseny közepén tengelyproblémája volt a harmadik helyen, ötödikként ért célba, utolsóként. Richard Attwood második, Lucien Bianchi harmadik lett.
Ludovico Scarfiotti, aki 4. lett, az Alpokban fekvő Berchtesgadenben egy Porschével halálos balesetet szenvedett.
Spában Stewart visszatért a mezőnybe sérülése után, a Lotus újítása után számos csapat autóira felkerültek a magasan elhelyezett szárnyak. Az élről Amon indult, Stewart és Ickx előtt. Mindkét Lotus a rajtrács végéről indult: Hill a 14., Oliver a 15. lett. A rajt után is Amon vezetett, Ickx, Surtees és Hulme előtt, de Surtees a második körben az élre állt. Hill már az első körben mechanikai probléma miatt kiesett. Amon hűtő elromlott, majd a vezető Surtees felfüggesztése hibásodott meg. Ezután Hulme vezetett, de Stewart gyorsan megelőzte. Hulme tengelyproblémája után Stewart már fél perccel vezetett McLaren előtt, de az utolsó körben a skót Matrájából kifogyott a benzin. Bruce McLaren csapata első futamgyőzelmét szerezte Rodríguez, Ickx és a negyedik helyen rangsorolt Stewart előtt.

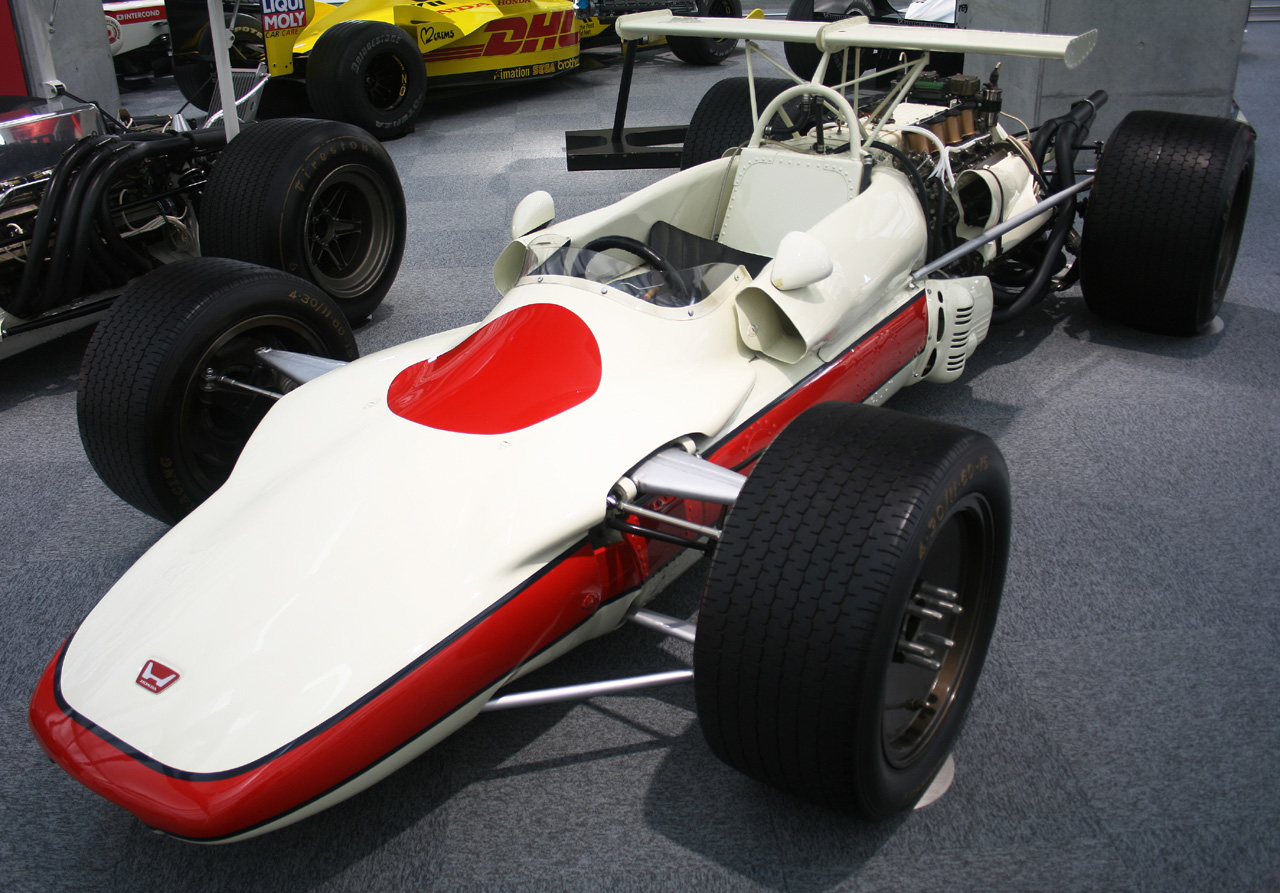
A Honda RA302-es modellel indult Schlesser a francia nagydíjon

A holland nagydíj időmérésén Chris Amon volt a leggyorsabb a Ferrarival, Jochen Rindt és Graham Hill Lotusa előtt. Az időjárás az egész hétvégén rossz volt, a rajtnál is szemerkélt az eső. Rindt vette át a vezetést, de az első kör végén már csak harmadik volt, Hill és Stewart mögött. Az eső a egyre erősödött, és a 4. körben Stewart az élre állt. Hamar nagy előnyre tett szert Hill előtt, akit Beltoise üldözött. A francia a 23. körben megelőzte, de homok került autója gázadagolójába, ezért ki kellett állnia a boxba. A hetedik pozícióban érkezett vissza a pályára, s Gurney, Ickx, Amon és Rodríguez megelőzése után feljött a harmadik helyre. Az 50. körben a második Hill mellett is elment. A 61. körben Hill megcsúszott, és Rodríguez mögé, a negyedik pozícióba esett vissza. A 82. körben a brit ismét megcsúszott, ám ezúttal a verseny feladására kényszerült. Stewart jelentős előnnyel megszerezte a Matra első győzelmét Beltoise és Rodríguez előtt, míg a további pontszerző Jacky Ickx, Silvio Moser és Chris Amon volt.
A francia nagydíjat 1964 után ismét Rouen-Les-Essarts-ban rendezték, Jackie Oliver az időmérésen összetörte Lotusát, amelyet a versenyre már nem tudtak rendbe hozni. Jochen Rindt Lotusa, Stewart Matrája és Ickx Ferrarija alkották a rajtrács első sorát.
A rajtnál enyhén esett, a legtöbben intermediate gumikkal rajtoltak, míg Ickx esőgumival. A belga ennek köszönhetően már az első kör végén vezette a futamot.
A francia Jo Schlesser is részt vett a versenyen, aki a különleges, léghűtéses, magnéziumvázas Honda RA302-t vezette (Surtees nem volt hajlandó ezzel az autóval indulni, mivel nagyon veszélyesnek találta). Schlesser a 3. körben elvesztette uralmát az új Honda felett a Six Fréres kanyarban, az autó az 57 körre elegendő üzemanyaggal kigyulladt. Schlesser a negyedik meghalt F1-es versenyző volt 1968-ban.

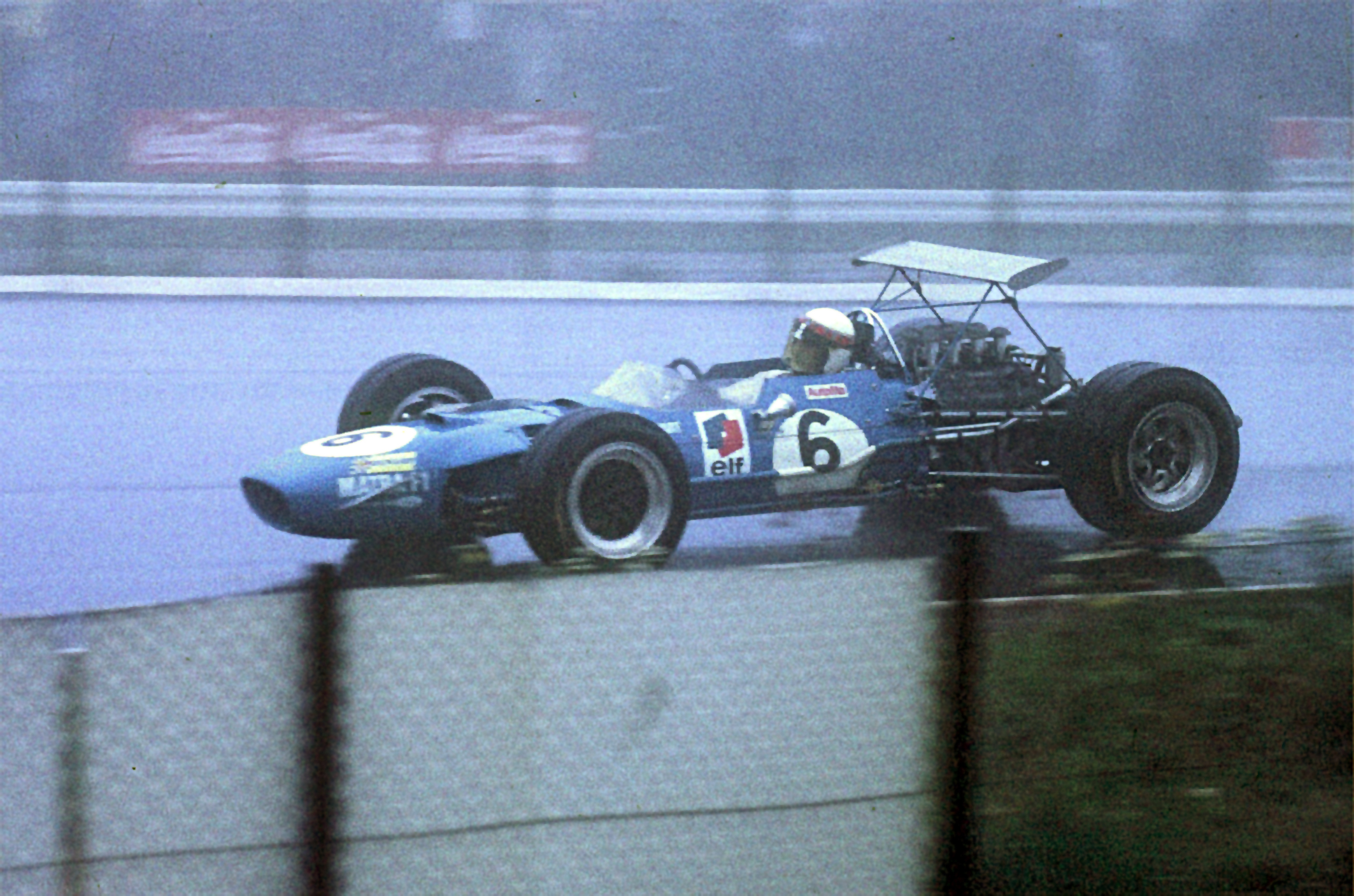
Stewart a Nürburgringen

A verseny tovább folytatódott: Rindt felfüggesztési hiba miatt boxkiállásra kényszerült, míg Surtees megelőzte Stewartot a második helyért. Rodríguez a második, Hill a negyedik helyre jött fel, de mindketten kiestek. Ickx a 19. körben kicsúszott, de két körön belül a harmadik helyről visszaállt az élre és megszerezte első Formula–1-es győzelmét. Surtees második, Stewart harmadik lett.
A brit nagydíjat Brands Hatch-ben tartották, ahol a két Lotus: Hill és Oliver szerezte meg az első két helyet Amon előtt. Az előző két futamhoz hasonlóan ismét enyhén esett a rajtnál. Oliver vette át a vezetést Hill és Siffert előtt, de a vezető Lotusa füstöt kezdett eregetni, majd csapattársa a 4. körben megelőzte. Hill a 27. körben felfüggesztési hiba miatt kiesett, így Oliver visszaállt az élre a 44. körig, amikor technikai probléma miatt kiesett. A versenyt a Rob Walker Lotusszal versenyző Jo Siffert nyerte a ferraris Amon és Ickx előtt.
A Nürburgringen az egész időmérés alatt esett, Ickx autózta a leggyorsabb időt Amon és Rindt előtt.
A versenyt erős eső és köd nehezítette. A rajt után Hill vezetett Amon, Rindt és Stewart előtt, de az első kör végén már Stewart vezetett 9 másodperc előnnyel. A skót élete egyik legnagyobb versenyét futva tovább növelte előnyét és a leintésnél 4 perccel előrébb ért be a második Graham Hillnél, aki egy alkalommal meg is pördült. Amon kicsúszása után harmadik lett a negyedik Ickx előtt.

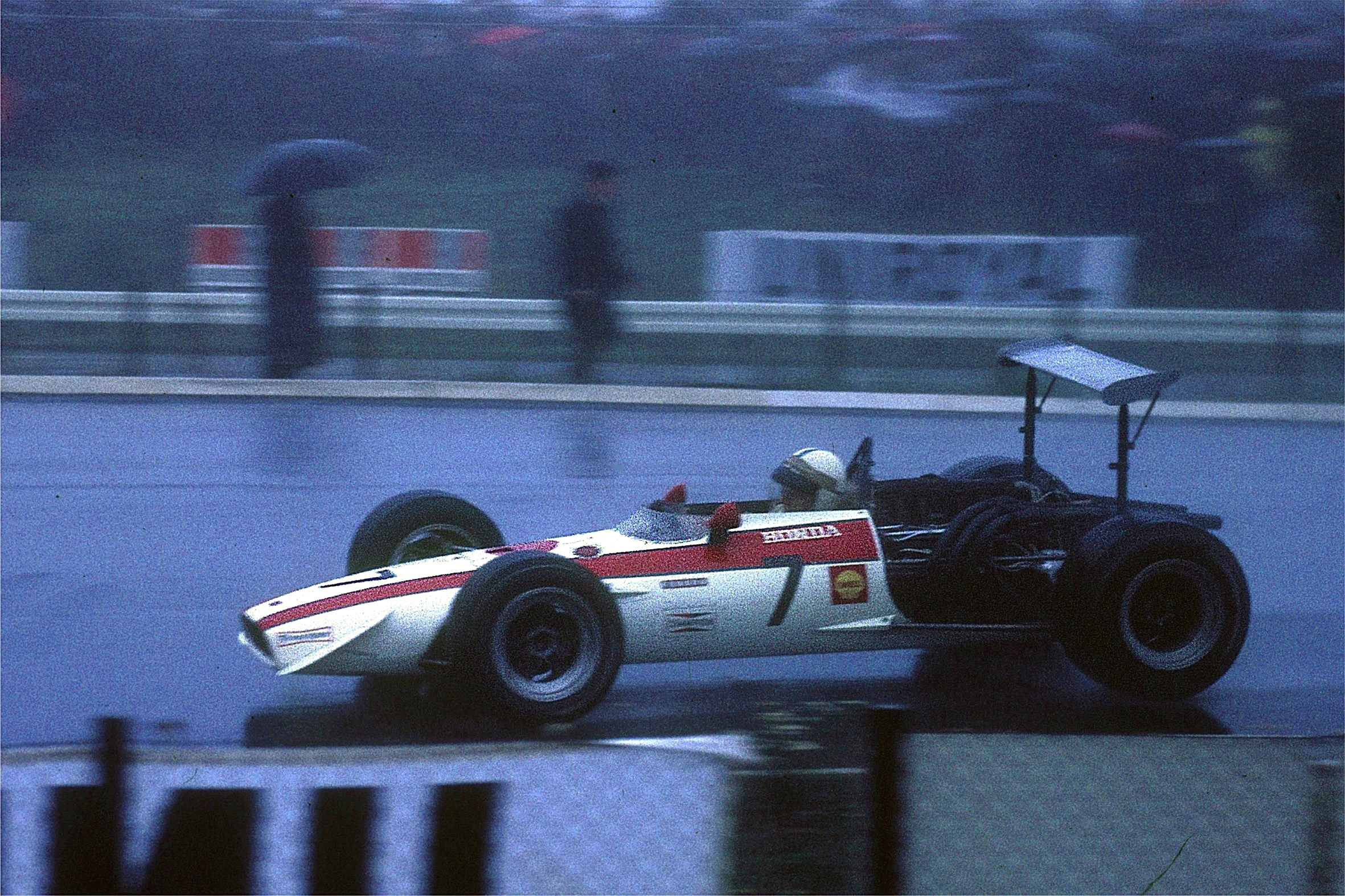
Surtees a Nürburgringen a Hondával

Monzában hosszú idő után újra napos időben zajlott a hétvége. Surtees indult az élről Hondájával McLaren és Chris Amon. A második és harmadik sorból Ickx, Hill, illetve Stewart, Hulme és Derek Bell indult.
A rajt után Surtees megtartotta a vezetést, de az első kör végén már McLaren volt előrébb. A 7. körben Surtees a szélárnyékot kihasználva visszavette az első helyet. A következő körben megint McLaren vezetett, majd amikor Amon balesetezett, Surtees is a falnak ütközött, amikor megpróbálta kikerülni a Ferrarit. Ezután Siffert és Stewart került McLaren mögé, majd felzárkózott rájuk Hulme is. Az élen szinte körről változott a vezető személye. McLaren a 35. körben kiállt olajért, ezzel kiszállt a csatából. Stewart a 43., Siffert az 59. körben esett ki technikai hiba miatt. Ennek köszönhetően Hulme nyerte a futamot a Matrás Johnny Servoz-Gavin és az utolsó körökben üzemanyagot vételező Ickx előtt. Rindt motorhiba, a pontversenyt vezető Hill baleset miatt kiesett.
A kanadai nagydíjat ez évben Mont-Tremblant-ban rendezték. Az időmérésen Ickx elveszítette esélyét a címre, mivel balesetében eltört a lába. A brabhames Rindté lett a pole Chris Amon és Jo Siffert előtt.
A rajt után Amon vezetett Siffert előtt. A 14. körben Hill megelőzte Gurney a harmadik helyért, majd az amerikai 12 körrel később kiesett. Siffert olajszivárgás miatti kiesése után Rindt volt a második, majd miután az osztrák is kiesett motorhibával, Hillé lett a 2. hely. Az angol vibrációval küzdött, ezért Hulme, McLaren és Rodríguez is megelőzte. Úgy tűnt, Amon nyeri a versenyt, de a 73. körben technikai hiba miatt kiesett, így a McLaren-Ford kettős győzelmet szerzett Hulme-McLaren sorrendben Rodríguez, Hill és Stewart előtt.
Két futammal az évad vége előtt Hulme és Hill azonos pontszámmal állt az élen.
Watkins Glenben meglepetésre az első versenyét teljesítő Mario Andretti szerezte meg az első rajtkockát a Lotus-Forddal. A második helyről Stewart, a harmadikról Hill indult.

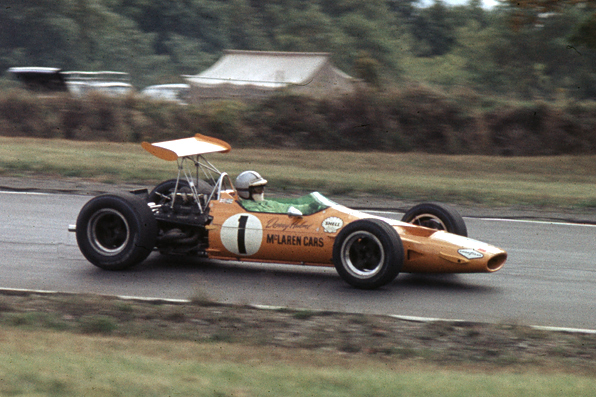
Denny Hulme Watkins Glenben

Andretti a rajt után nem sokáig tudta tartani első helyét, Stewart az első kör végén már vezetett. Amon Hill megelőzése után megcsúszott és visszaesett a mezőnyben. A 14. körben Andrettinek technikai problémája akadt, miután a boxba hajtott, a mezőny hátsó részéből elkezdett felzárkózni az élre, de kuplunghiba miatt kiesett. A versenyt Stewart nyerte Hill előtt. A harmadik helyen autózó Gurney megcsúszása után Surtees mögé esett vissza, de visszaelőzte az angolt. Végül mégis Surtees lett a harmadik, mivel Gurney defektet kapott.
Az évadzáró mexikói verseny előtt Graham Hill három ponttal vezetett Stewart, hattal Hulme előtt.
Az első helyről a Rob Walker Lotusszal Jo Siffert indult, Chris Amon előtt. A címre esélyesek közül Hill a 3., Hulme a 4., Stewart a 7. helyről rajtolt. Hill és Stewart hamar az első két helyen küzdött egymással. Surtees, Amon és a visszatérő Ickx haamar feladni kényszerült a futamot. Hulme 10 kör után esett ki hátsó felfüggesztési hibával, ezzel elveszítette esélyét a bajnoki címre. Siffert a 22. körben a Hill-Stewart kettős elé került, de a vezető helyről technikai probléma miatt boxkiállásra kényszerült. Az élre ismét a címért harcolók kerültek, de Stewart üzemanyag-ellátási probléma miatt gyorsan esett hátra a mezőnyben. A skótot az 51. körben McLaren és Brabham (aki később motorhibával kiállt) előzte meg, végül a 7. helyen rangsorolták. Johnny Servoz-Gavin kiesésének köszönhetően Jackie Oliver lett a harmadik a futamot és egyben a világbajnokságot megnyerő Graham Hill és Bruce McLaren mögött.
A konstruktőri versenyt a Lotus-Ford nyerte a McLaren-Ford és a Matra-Ford előtt.

## Nagydíjak
| #   | Verseny             | Dátum          | Pálya              | Pályarajz | Győztes pilóta | Győztes csapat | Összefoglaló |
| --- | ------------------- | -------------- | ------------------ | --------- | -------------- | -------------- | ------------ |
| 162 | dél-afrikai nagydíj | Január 1.      | Kyalami            |           | Jim Clark      | Lotus-Ford     | Összefoglaló |
| 163 | spanyol nagydíj     | Május 12.      | Jarama             |           | Graham Hill    | Lotus-Ford     | Összefoglaló |
| 164 | monacói nagydíj     | Május 26.      | Monaco             |           | Graham Hill    | Lotus-Ford     | Összefoglaló |
| 165 | belga nagydíj       | Június 9.      | Spa-Francorchamps  |           | Bruce McLaren  | McLaren-Ford   | Összefoglaló |
| 166 | holland nagydíj     | Június 23.     | Zandvoort          |           | Jackie Stewart | Matra-Ford     | Összefoglaló |
| 167 | francia nagydíj     | Július 7.      | Rouen-Les-Essarts  |           | Jacky Ickx     | Ferrari        | Összefoglaló |
| 168 | brit nagydíj        | Július 20.     | Brands Hatch       |           | Jo Siffert     | Lotus-Ford     | Összefoglaló |
| 169 | német nagydíj       | Augusztus 4.   | Nürburgring        |           | Jackie Stewart | Matra-Ford     | Összefoglaló |
| 170 | olasz nagydíj       | Szeptember 8.  | Monza              |           | Denny Hulme    | McLaren-Ford   | Összefoglaló |
| 171 | kanadai nagydíj     | Szeptember 22. | Mont-Tremblant     |           | Denny Hulme    | McLaren-Ford   | Összefoglaló |
| 172 | amerikai nagydíj    | Október 6.     | Watkins Glen       |           | Jackie Stewart | Matra-Ford     | Összefoglaló |
| 173 | mexikói nagydíj     | November 3.    | Hermanos Rodriguez |           | Graham Hill    | Lotus-Ford     | Összefoglaló |

## A bajnokság végeredménye

### Versenyzők
Pontozás:
| Helyezés | 1. | 2. | 3. | 4. | 5. | 6. | 7.-20. |
| -------- | -- | -- | -- | -- | -- | -- | ------ |
| Pont     | 9  | 6  | 4  | 3  | 2  | 1  | 0      |

| Helyezés | Versenyző            | RSA | ESP | MON | BEL | NED | FRA | GBR | GER | ITA | CAN | USA | MEX | Pontszám |
| -------- | -------------------- | --- | --- | --- | --- | --- | --- | --- | --- | --- | --- | --- | --- | -------- |
| 1        | Graham Hill          | 2   | 1   | 1   | Ki  | 9   | Ki  | Ki  | 2   | Ki  | 4   | 2   | 1   | 48       |
| 2        | Jackie Stewart       | Ki  |     |     | 4   | 1   | 3   | 6   | 1   | Ki  | 6   | 1   | 7   | 36       |
| 3        | Denny Hulme          | 5   | 2   | 5   | Ki  | Ki  | 5   | 4   | 7   | 1   | 1   | Ki  | Ki  | 33       |
| 4        | Jacky Ickx           | Ki  | Ki  |     | 3   | 4   | 1   | 3   | 4   | 3   |     |     | Ki  | 27       |
| 5        | Bruce McLaren        |     | Ki  | Ki  | 1   | Ki  | 8   | 7   | 13  | Ki  | 2   | 6   | 2   | 22       |
| 6        | Pedro Rodríguez      | Ki  | Ki  | Ki  | 2   | 3   | HN  | Ki  | 6   | Ki  | 3   | Ki  | 4   | 18       |
| 7        | Jo Siffert           | 7   | Ki  | Ki  | 7   | Ki  | 11  | 1   | Ki  | Ki  | Ki  | 5   | 6   | 12       |
| 8        | John Surtees         | 8   | Ki  | Ki  | Ki  | Ki  | 2   | 5   | Ki  | Ki  | Ki  | 3   | Ki  | 12       |
| 9        | Jean-Pierre Beltoise | 6   | 5   | Ki  | 8   | 2   | 9   | Ki  | Ki  | 5   | Ki  | Ki  | Ki  | 11       |
| 10       | Chris Amon           | 4   | Ki  |     | Ki  | 6   | 10  | 2   | Ki  | Ki  | Ki  | Ki  | Ki  | 10       |
| 11       | Jim Clark            | 1   |     |     |     |     |     |     |     |     |     |     |     | 9        |
| 12       | Jochen Rindt         | 3   | Ki  | Ki  | Ki  | Ki  | Ki  | Ki  | 3   | Ki  | Ki  | Ki  | Ki  | 8        |
| 13       | Richard Attwood      |     |     | 2   | Ki  | 7   | 7   | Ki  | 14  |     |     |     |     | 6        |
| 14       | Johnny Servoz-Gavin  |     |     | Ki  |     |     | Ki  |     |     | 2   | Ki  |     | Ki  | 6        |
| 15       | Jackie Oliver        |     |     | Ki  | 5   | HN  |     | Ki  | 11  | Ki  | Ki  | NI  | 3   | 6        |
| 16       | Ludovico Scarfiotti  | Ki  | 4   | 4   |     |     |     |     |     |     |     |     |     | 6        |
| 17       | Lucien Bianchi       |     |     | 3   | 6   | Ki  |     |     | Ki  |     | HN  | Ki  | Ki  | 5        |
| 18       | Vic Elford           |     |     |     |     |     | 4   | Ki  | Ki  | Ki  | 5   | Ki  | 8   | 5        |
| 19       | Brian Redman         | Ki  | 3   |     | Ki  |     |     |     |     |     |     |     |     | 4        |
| 20       | Piers Courage        |     | Ki  | Ki  | Ki  | Ki  | 6   | 8   | 8   | 4   | Ki  | Ki  | Ki  | 4        |
| 21       | Dan Gurney           | Ki  |     | Ki  |     | Ki  |     | Ki  | 9   | Ki  | Ki  | 4   | Ki  | 3        |
| 22       | Jo Bonnier           | Ki  |     | NK  | Ki  | 8   |     | Ki  |     | 6   | Ki  | Ki  | 5   | 3        |
| 23       | Jack Brabham         | Ki  | NI  | Ki  | Ki  | Ki  | Ki  | Ki  | 5   | Ki  | Ki  | Ki  | 10  | 2        |
| 24       | Silvio Moser         |     |     | NK  |     | 5   |     | HN  |     | NK  |     |     |     | 2        |
| 25       | Henri Pescarolo      |     |     |     |     |     |     |     |     |     | Ki  | NI  | 9   | 0        |
| 26       | John Love            | 9   |     |     |     |     |     |     |     |     |     |     |     | 0        |
| 27       | Hubert Hahne         |     |     |     |     |     |     |     | 10  |     |     |     |     | 0        |
| 28       | Kurt Ahrens Jr.      |     |     |     |     |     |     |     | 12  |     |     |     |     | 0        |
| —        | Jackie Pretorius     | HN  |     |     |     |     |     |     |     |     |     |     |     | 0        |
| —        | Derek Bell           |     |     |     |     |     |     |     |     | Ki  |     | Ki  |     | 0        |
| —        | Mario Andretti       |     |     |     |     |     |     |     |     | NI  |     | Ki  |     | 0        |
| —        | Bobby Unser          |     |     |     |     |     |     |     |     | NI  |     | Ki  |     |          |
| —        | Andrea de Adamich    | Ki  |     |     |     |     |     |     |     |     |     |     |     | 0        |
| —        | Dave Charlton        | Ki  |     |     |     |     |     |     |     |     |     |     |     | 0        |
| —        | Mike Spence          | Ki  |     |     |     |     |     |     |     |     |     |     |     | 0        |
| —        | Basil van Rooyen     | Ki  |     |     |     |     |     |     |     |     |     |     |     | 0        |
| —        | Sam Tingle           | Ki  |     |     |     |     |     |     |     |     |     |     |     | 0        |
| —        | Robin Widdows        |     |     |     |     |     |     | Ki  |     |     |     |     |     | 0        |
| —        | David Hobbs          |     |     |     |     |     |     |     |     | Ki  |     |     |     | 0        |
| —        | Bill Brack           |     |     |     |     |     |     |     |     |     | Ki  |     |     | 0        |
| —        | Moises Solana        |     |     |     |     |     |     |     |     |     |     |     | Ki  | 0        |
| —        | Frank Gardner        |     |     |     |     |     |     |     |     |     |     |     | NK  | 0        |
| Helyezés | Versenyző            | RSA | ESP | MON | BEL | NED | FRA | GBR | GER | ITA | CAN | USA | MEX | Pontszám |

### Konstruktőrök
| Helyezés | Gyártó          | Model               | Motor                     | Gumi | Győzelmek | Dobogó | Első rh. | Leggy. kör | Pont |
| -------- | --------------- | ------------------- | ------------------------- | ---- | --------- | ------ | -------- | ---------- | ---- |
| 1        | Lotus-Ford      | 49 49B              | Ford Cosworth DFV         | F    | 5         | 9      | 5        | 5          | 75   |
| 2        | McLaren-Ford    | M7A                 | Ford Cosworth DFV         | G    | 3         | 6      | 0        | 0          | 56   |
| 3        | Matra-Ford      | MS7 MS9 MS10        | Ford Cosworth DFV         | D    | 3         | 5      | 0        | 3          | 45   |
| 4        | Ferrari         | 312                 | Ferrari 242C              | F    | 1         | 5      | 4        | 0          | 37   |
| 5        | BRM             | P115 P126 P133 P138 | BRM P142                  | G    | 0         | 4      | 0        | 2          | 28   |
| 6        | Cooper-BRM      | T86B                | BRM P142                  | G F  | 0         | 2      | 0        | 0          | 14   |
| 7        | Honda           | RA300 RA301         | Honda RA273E Honda RA301E | F    | 0         | 2      | 1        | 1          | 14   |
| 8        | Brabham-Repco   | BT24 BT26           | Repco 740 Repco 860       | G    | 0         | 2      | 2        | 0          | 12   |
| 9        | Matra           | MS11                | Matra MS68                | D    | 0         | 1      | 0        | 1          | 8    |
| 10       | McLaren-BRM     | M5A                 | BRM P142                  | G    | 0         | 0      | 0        | 0          | 3    |
| -        | LDS-Repco       | Mk3B                | Repco 620                 | F    | 0         | 0      | 0        | 0          | 0    |
| -        | Eagle-Weslake   | T1G                 | Gurney-Weslake 58         | G    | 0         | 0      | 0        | 0          | 0    |
| -        | Cooper-Maserati | T81B                | Maserati Tipo 10/F1       | G    | 0         | 0      | 0        | 0          | 0    |
| -        | Cooper-Climax   | T79                 | Climax FPF                | F    | 0         | 0      | 0        | 0          | 0    |
| -        | Brabham-Climax  | BT11                | Climax FPF                | F    | 0         | 0      | 0        | 0          | 0    |
| -        | Lola-BMW        | T102                | BMW M12/3                 | D    | 0         | 0      | 0        | 0          | 0    |